# Nahal HaArava

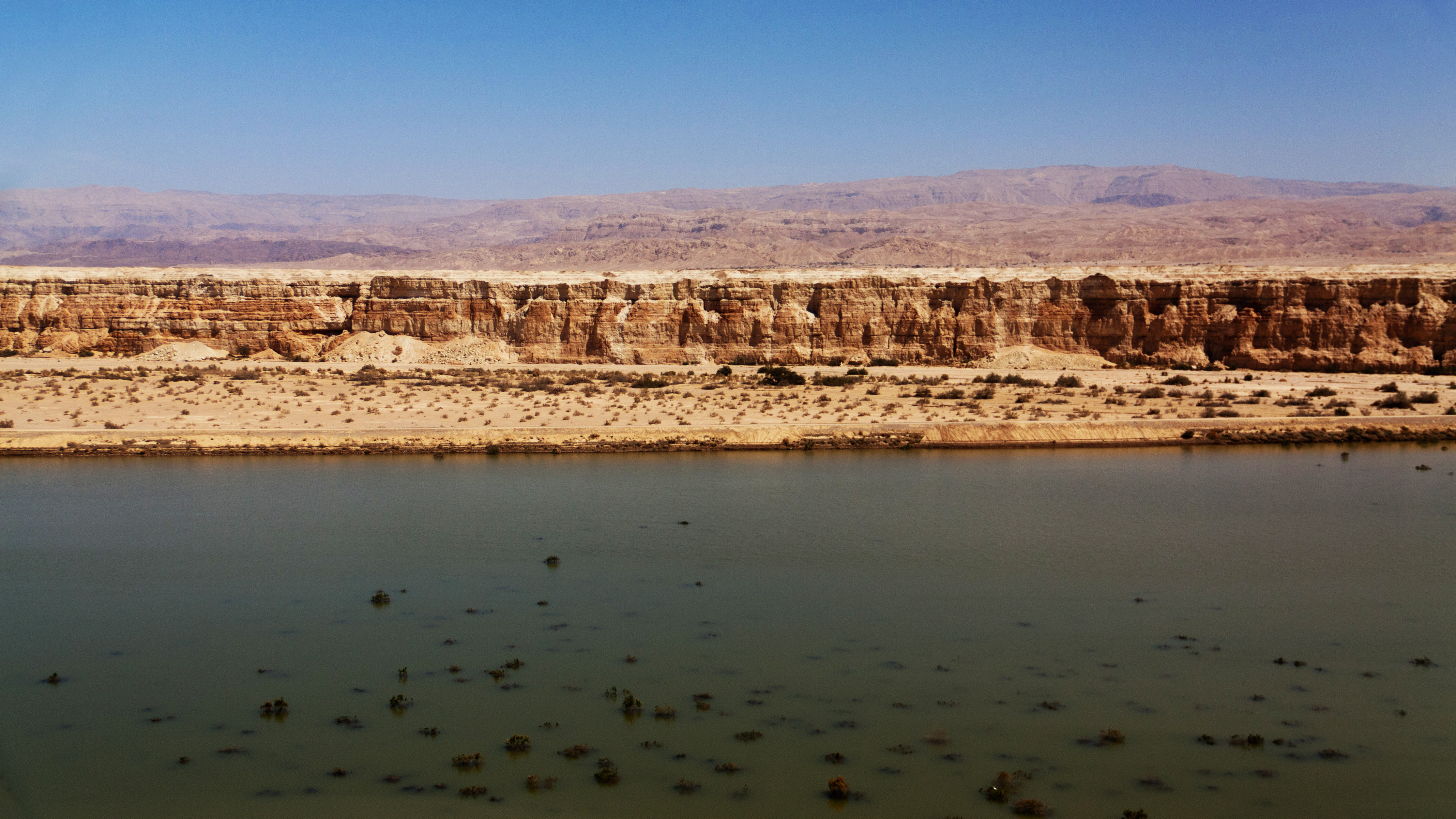
Nahal HaArava

Marea Moartă strânsă. Bisectoarea din partea de sud este partea de nord a pârâului Arava

Pârâul Arava (în ebraică נחל הערבה, Nahal HaArava) este un curs de apă intermitent (care curge ocazional în sezonul ploios, de iarnă) care curge din punctul de mijloc aproximativ al Deșertului Arava dîn Districtul de Sud israelian spre nord. Are o lungime de 89 km și, în multe părți, servește drept graniță reală între Israel și Iordania. Pârâul își are originea pe creasta Crestei Notza, care formează cumpăna despărțitoare dintre Marea Moartă și Marea Roșie și din care toate cursurile de apă din deșertul Arava curg fie spre nord până la Marea Moartă, fie spre sud până la Marea Roșie. Afluenții proeminenți ai pârâului includ: Nahal Paran, Nahal Barak, Nahal Tzin, Nahal Tzafit și Nahal Nekorot. În plus față de Israel și Iordania, părți din bazinul său de drenaj se află în Peninsula Sinai, Egipt.

## Cursul nordic
Pârâul se varsă în zona iazurilor de evaporare din ceea ce odinioară era capătul cel mai sudic al Mării Moarte și împarte aceste iazuri în zona Israelului (gestionată de Dead Sea Works) și zona Iordaniei. împreună cu canalul paralel de scurgere a saramurăi. După ce bazinul Mării Moarte a fost tăiat în părțile nordică și sudică, zona dintre ele s-a transformat în fundul mării uscate. Este o zonă periculoasă din cauza dolinelor și minelor terestre, iar intrarea acolo este interzisă. Malurile pârâului Arava (și canalul de saramură) s-au erodat în zonă, iar eroziunea continuă pune în pericol stabilitatea iazurilor de evaporare. De asemenea, viiturile sezoniere ale pârâului prezintă pericol pentru uzinele chimice din zona Muntelui Sodoma.
Oren Aharoni, corespondentul canalului de televiziune Kan 11, a scris o serie de articole despre cursul nordic a pârâului Arava și l-a numit un nou „râu secret”, deoarece este în mare parte necunoscut publicului larg.